# Husbands
Husbands és una pel·lícula estatunidenca, le cinquena dirigida per John Cassavetes després de  Faces  i abans de Minnie and Moskowitz, estrenada el 1970.

## Argument
Tres quadragenaris, el publicitari Harry, el periodista Archie i el dentista Gus, caps de família aparentment sense història, s'assabenten de la mort d'un quart amic, Stuart. Després de l'enterrament, no poden acomiadar-se i es llencen en una nit de deriva pel metro, en un camp d'esports, en una piscina, per acabar al bar habitual de nit on beuen sense parar. L'endemà, proven, debades, de reprendre la vida quotidiana, i per decisió de Harry, decideixen deixar-ho tot i anar a Londres. Després d'una nit al casino, on es comporten com insuportables turistes americans, porten unes noies a les seves habitacions de l'hotel. El fracàs sexual és general i complet.

## Repartiment
- Ben Gazzara: Harry
- John Cassavetes: Gus Demetri
- Peter Falk: Archie Black
- Jenny Runacre: Mary Tynan
- Jenny Lee Wright: Pearl Billingham
- Noelle Kao: Julie
- John Kullers: Red
- Meta Shaw Stevens: Annie
- Leola Harlow: Leola
- Dolores Delmar: La Comtessa (ella mateixa)

## Al voltant de la pel·lícula
Es tracta de la primera pel·lícula en color de John Cassavetes. Igualment, és la primera de les seves pel·lícules que rodarà amb Peter Falk i Ben Gazzara, que s'incorporaran definitivament a l'equip d'amics en l'aventura cassavetiana. Pels seus papers havien estat en principi preseleccionats Anthony Quinn i Lee Marvin. És també la primera vegada que John actua en una de les seves pel·lícules. La pel·lícula és molt preparada, fins i tot en diverses fases fluctuants, però implica una molt llarga escena d'improvisació on, al bar nocturn, els tres amics persegueixen una dona (l'actriu Leola Harlow, manifestament no l'han previnguda del que li succeirà) obligant-la a recomençar sense parar una cançó. Cassavetes no pot aguantar-se el riure, s'ha pogut veure una mena de metàfora de les relacions entre l'actor i el seu escenògraf.
Com sovint, John Cassavetes muntarà dues versions del film. Però aquesta vegada, no serà per obeir imperatius comercials, o de productors, sinó per transformar el que era en principi una comèdia lleugera al voltant del personatge de Harry, en un drama més greu amb tres protagonistes d'igual importància dramàtica.
D'altra banda André S. Labarthe i Hubert Knapp han rodat el 1969 un molt ric documental, John Cassavetes , per la sèrie Cineastes del nostre temps, que és pràcticament consagrat al rodatge de Husbands .

## Nominacions
- 1971. Globus d'Or al millor guió per John Cassavetes.